# Stanisław Gołąb
Stanisław Gołąb   (Travnik, 26 de juliol de 1902 - Cracòvia, 30 d'abril de 1980) va ser un matemàtic polonès.

## Vida i Obra
Nascut a Travnik (actual Bòsnia i Hercegovina), tota la família es va traslladar a Cracòvia el 1910 i en aquesta ciutat va ser escolaritzat. Durant la secundària, va tenir com professor de matemàtiques Antoni Hoborski, qui va descobrir el seu talent i li va inculcar l'interès per la geometria. El 1920 es va matricular a la universitat Jagellònica de Cracòvia on es va graduar en matemàtiques el 1924. Des del 1922, ja havia començat a donar classes com assistent a l'Escola de Mines (actual Universitat de Ciència i Tecnologia - AGH), de la qual era rector el professor Hoborski. El 1926 va obtenir el diploma de professor de matemàtiques de secundària, però va continuar a l'Escola de Mines. El 1928, va obtenir una beca i va anar a estudiar a la Universitat Tècnica de Delft amb el professor Jan Arnoldus Schouten; també va fer algunes estances a universitats italianes i alemanyes. El 1931 va defensar al seva tesi doctoral a la universitat Jagellònica.
Va continuar sent professor a l'Escola de Mines tot i que també donava algunes classes de matemàtiques a químics i científics naturals de la universitat Jagellònica. El novembre de 1939, poc després de l'ocupació nazi, va ser víctima de la Sonderaktion Krakau, una operació de la Gestapo, amb la que van detenir uns dos-cents professors universitaris mentre estaven reunits en claustre. Va ser detingut i deportat a Sachsenhausen, primer, i, després, a Dachau. Durant l'empresonament va acompanyar el seu antic mestre, Hoborski, qui no va sobreviure a les dures condicions dels camps. El desembre de 1941, potser gràcies a la intervenció de Wilhelm Blaschke, va ser alliberat i va tornar a Cracòvia, on va estar donant classes clandestines de matemàtiques, ja que les universitats havien estat clausurades pels nazis.
Acabada la Segona Guerra Mundial, va reprendre les seves classes a l'Escola de Mines i a la universitat Jagellònica. També va tenir responsabilitats administratives a l'Escola de Mines de la qual va arribar a ser degà. A més, entre 1950 i 1955, també va donar classes a l'Acadèmia Pedagógica de Cracòvia. El 1955 va ser oficialment transferit a la universitat Jagellònica com catedràtic de geometria, però va continuar mantenint algunes tasques a l'escola de mines fins al 1962. El 1968 va ser destituït del seu càrrec de cap del Laboratori de Geometria per les autoritats comunistes, ja que havia defensat les protestes d'estudiants i professors. El 1972 es va retirar de la docència i va morir a Cracòvia el 1980.
El camp de treball de Gołąb va ser la geometria i, més específicament, les geometries afins. També te treballs en topologia, àlgebra, anàlisi matemàtica, lògica, equacions diferencials i altres camps.
Va publicar una quinzena de llibres de text i monografies i més de dos centenars d'articles a revistes científiques.